# Roger Wehrli
Roger Wehrli (ur. 18 marca 1956) – szwajcarski piłkarz grający na pozycji obrońcy. W swojej karierze rozegrał 69 meczów w reprezentacji Szwajcarii.

## Kariera klubowa
Karierę piłkarską Wehrli rozpoczął w klubie FC Baden. W sezonie 1974/1975 zadebiutował w nim w 1. Lidze. W 1975 roku odszedł do FC Winterthur, grającego w ekstraklasie. Po dwóch sezonach gry w Winterthurze przeszedł do Grasshoppers Zurych. W 1978 roku wywalczył z Grasshoppers swój pierwszy w karierze tytuł mistrza kraju, a mistrzostwo zdobywał również w sezonach 1981/1982, 1982/1983 i 1983/1984. W sezonie 1982/1983 zdobył też Puchar Szwajcarii.
W 1985 roku Wehrli odszedł z Grasshoppers do FC Luzern. W sezonie 1988/1989 wywalczył z zespołem z Lucerny tytuł mistrza kraju, jedyny w historii klubu. W 1990 roku przeszedł do FC Aarau. Grał w nim przez dwa lata. Po sezonie 1991/1992 zakończył swoją karierę piłkarską.
| Sezon   | Klub                | Kraj       | Rozgrywki      | Mecze | Bramki |
| ------- | ------------------- | ---------- | -------------- | ----- | ------ |
| 1974/75 | FC Baden            | Szwajcaria | 1. Liga        | ?     | ?      |
| 1975/76 | FC Winterthur       | Szwajcaria | Nationalliga A | ?     | ?      |
| 1976/77 | FC Winterthur       | Szwajcaria | Nationalliga A | ?     | ?      |
| 1977/78 | Grasshoppers Zurych | Szwajcaria | Nationalliga A | ?     | ?      |
| 1978/79 | Grasshoppers Zurych | Szwajcaria | Nationalliga A | 32    | 1      |
| 1979/80 | Grasshoppers Zurych | Szwajcaria | Nationalliga A | 36    | 1      |
| 1980/81 | Grasshoppers Zurych | Szwajcaria | Nationalliga A | 26    | 3      |
| 1981/82 | Grasshoppers Zurych | Szwajcaria | Nationalliga A | 30    | 2      |
| 1982/83 | Grasshoppers Zurych | Szwajcaria | Nationalliga A | 30    | 3      |
| 1983/84 | Grasshoppers Zurych | Szwajcaria | Nationalliga A | 29    | 1      |
| 1984/85 | Grasshoppers Zurych | Szwajcaria | Nationalliga A | 30    | 2      |
| 1985/86 | FC Luzern           | Szwajcaria | Nationalliga A | 30    | 0      |
| 1986/87 | FC Luzern           | Szwajcaria | Nationalliga A | 30    | 4      |
| 1987/88 | FC Luzern           | Szwajcaria | Nationalliga A | 36    | 1      |
| 1988/89 | FC Luzern           | Szwajcaria | Nationalliga A | 36    | 2      |
| 1989/90 | FC Luzern           | Szwajcaria | Nationalliga A | ?     | ?      |
| 1990/91 | FC Aarau            | Szwajcaria | Nationalliga A | 36    | 1      |
| 1991/92 | FC Aarau            | Szwajcaria | Nationalliga A | 36    | 0      |

## Kariera reprezentacyjna
W reprezentacji Szwajcarii Wehrli zadebiutował 8 marca 1978 roku w przegranym 1:3 towarzyskim meczu z Niemiecką Republiką Demokratyczną, rozegranym w Karl-Marx-Stadt. W swojej karierze grał w: eliminacjach do Euro 80, MŚ 1982, Euro 84 i MŚ 1986. Od 1978 do 1989 roku rozegrał w kadrze narodowej 69 meczów.